# آلباتروس سرخاکستری
آلباتروس سرخاکستری (نام علمی: Thalassarche chrysostoma) نام یک گونه از تیره آلباتروس است.